# Kengeri (vattendrag)
Kengeri är ett vattendrag i Armenien. Det ligger i den sydöstra delen av landet, 110 kilometer öster om huvudstaden Jerevan.
Trakten runt Kengeri består i huvudsak av gräsmarker. Runt Kengeri är det ganska glesbefolkat, med 31 invånare per kvadratkilometer.